# Amastus cinnamomea
Amastus cinnamomea là một loài bướm đêm thuộc phân họ Arctiinae, họ Erebidae.